# 질문하는 기자들 Q의 에피소드 목록 (2021년)
이 문서에서는 한국방송공사 KBS 1TV의 비평 프로그램으로 방송된 《질문하는 기자들 Q》의 2021년 에피소드 목록을 나열한다.

## 에피소드 목록
| 회차    | 방송일    | 제목 (원제)                                                                                                   | 패널 및 출연자                                                                                           | 시청률(%)                  | 비고   |
| ------- | --------- | --- | --- | -------------------------- | ------ |
| 1(첫회) | 4월 18일  | 폐지냐 유지냐...출입기자단                                                                                    | | 1.6%                       | 첫방송 |
| 2       | 4월 25일  | "20만 원이면 나도 언론 사주" 진화하는 '사이비 언론' [Q플러스] '고성산불 2년' 언론은 고성을 잊었나             | | 1.5%                       |        |
| 3       | 5월 2일   | 익명 뒤에 숨은 언론, 왜 취재원을 숨길까? [Q플러스] 유튜브에 뛰어든 기자들, 그들이 말하는 유튜브란?            | | 1.3%                       |        |
| 4       | 5월 9일   | 김태현 스토킹 살인...언론은 무엇을 쫓았나? [Q플러스] AI가 기사 쓰고 팩트체크까지...‘기자’가 사라진다?         | | 1.4%                       |        |
| 5       | 5월 16일  | 불가리스가 코로나 억제? 혼란 부추긴 언론 미얀마 사태를 통해 묻다.. 언론의 역할은 어디까지인가?                | | 1.3%                       |        |
| 6       | 5월 23일  | 언론은 왜 이재용 사면을 띄우나? [Q플러스] 언론 ‘신뢰 위기’ 해법, 옥천신문에 묻다                              | | 2.1%                       |        |
| 7       | 5월 30일  | 건강 프로그램 믿습니까?...협찬의 세계 [Q플러스] 미디어 리터러시 : 뉴스에 반(反)하자                           | | 1.8%                       |        |
| 8       | 6월 6일   | 한강 대학생 사망 사건... ‘사이버 렉카’로 전락한 언론 그리고 유튜브                                            | | 2.0%                       |        |
| 9       | 6월 13일  | 오보가 남긴 상처, 주홍글씨 못 지우는 정정보도 [Q 플러스] 역사를 바꾼 사진, 포토 저널리즘의 미래는             | | 1.2%                       |        |
| 10      | 6월 20일  | 포털 뉴스 20년... 저널리즘은 어떻게 황폐화됐나? 外                                                            | | 1.3%                       |        |
| 11      | 6월 27일  | 언론사는 ESG 행사중... 협찬과 공생의 세계 外                                                                  | | 1.6%                       |        |
| 12      | 7월 4일   | 1부 클릭은 있고 내용은 없다⋯품격 내려놓은 국제뉴스 가나 [Q플러스] 언론에 드러나는 권력의 언어                 | | 1.7%                       |        |
| 13      | 7월 11일  | 언론에 소비된 ‘청년’ ○ 外                                                                                     | | 2.2%                       |        |
| 14      | 7월 18일  | 숫자의 함정 '여론조사 보도', 신뢰도는? 저항과 풍자의 아이콘 ‘시사만평’, 어제와 오늘                           | | 1.6%                       |        |
| 15      | 7월 25일  | “연락 온 기자가 없었어요”....취재없는 게시판 받아쓰기 [Q플러스]' 위기의 저널리즘 교육, 그리고 시빅뉴스의 실험 | | 1.7%                       |        |
| 결방    | 8월 1일   | | |                            |        |
| 결방    | 8월 8일   | | |                            |        |
| 16      | 8월 15일  | 언론중재법 개정안을 보는 두개의 시선 外 [Q플러스] "선수와 국민은 바뀌었다" 미디어만 제자리?                   | | 1.8%                       |        |
| 17      | 8월 22일  | 가짜 수산업자 금품수수 의혹, 언론은 내로남불? 外 [Q플러스] 선 넘는 언론…취재의 자유는 어디까지?               | | 1.9%                       |        |
| 18      | 8월 29일  | 언론이 이름 붙이는 논란...실체는? 外 [Q플러스] 미디어 소비자 여러분 건강하십니까?                             | | 1.5%                       |        |
| 19      | 9월 5일   | 공영방송 지배 구조 개선 안 하나? 못 하나? 외 [Q플러스] 패럴림픽과 언론                                        | | 1.7%                       |        |
| 20      | 9월 12일  | 돈 받고 쓴 기사형 광고...기사인가 광고인가 [Q플러스] 보호·지원의 대상이 아닌 삶...장애인에 대한 새로운 시각   | | 1.4%                       |        |
| 결방    | 9월 19일  | 추석 특집 편성 관계로 겹랑                                                                                    | 추석 특집 편성 관계로 겹랑                                                                               | 추석 특집 편성 관계로 겹랑 |        |
| 21      | 9월 26일  | 아프간 소녀와 망원렌즈... 사생활 침해 보도 왜? [Q플러스] 강 건너 불구경? 아프간 사태 보도의 문제점            | | 2.1%                       |        |
| 22      | 10월 3일  | 안 하나? 못 하나? ‘오역’으로 잃어가는 신뢰 / [Q플러스] “우리끼리 수다 떨어요” 공동체라디오의 미래             | 홍원식(동덕여대 교양학부 교수) 김나나,김효신,이세중(KBS 기자)                                            | 1.8%                       |        |
| 23      | 10월 10일 | 오보, 정치화, 공포 조장까지... 신뢰 잃은 ‘코로나19 방역’ 보도                                                 | 김효신 기자, 이세중 기자 조수진(장신대 교수) 정재훈(가천대의대 예방의학과 교수)                          | 1.6%                       |        |
| 24      | 10월 17일 | 화천대유와 언론인들...좋은 형님들과의 수상한 관계 외 [Q플러스] 무분별한 온라인 공격…피해 호소하는 기자들      | 채영길(한국외대 미디어켜뮤니케이션학부 교수) 이강혁(민주사회를 위한 변호사 모임 변호사) 이현준(KBS 기자) | 2.5%                       |        |
| 25      | 10월 24일 | 도 넘은 [단독] 경쟁…10년 사이 10배 늘어 [Q플러스] ‘가상인간’ 전성시대…우려와 한계                             | 채영길(한국외대 미디어커뮤니케이션학부 교수) 이강혁(민주사회를위한변호사모임 변호사) 이현준(KBS 기자)    | 1.6%                       |        |
| 26      | 10월 31일 | 식품위생법에서 형사 사건으로... 던킨도너츠 보도 타임라인 [Q플러스] 협박과 테러에도 그들은 굽히지 않았다       | 유현재(서강대 커뮤니케이션학부 교수) 권현정 변호사(언론인권센터) 임주현(KBS 기자)                        | 1.8%                       |        |
| 27      | 11월 7일  | ’주의‘ 일색 자율규제기구, 제 기능하려면? [Q플러스]-무늬만 19금?                                               | 조수진(장신대 교양학부 미디어트랙 교수) 임주현(KBS 기자)                                                 | 0.8%                       |        |
| 28      | 11월 14일 | “왜 이걸 알려줘?”…TMI 범죄보도 [Q플러스] 손석희 언론에 대한 날선 비판, 미디어비평의 본질을 묻다?              | 김나나 기자 홍원식 동덕여대 교수 서지영 기자 연출                                                        | 1.5%                       |        |
| 29      | 11월 21일 | 대선 후보 언론 정책 점검, 언론 개혁은 어느 방향으로? 미정                                                     | 채영길(한국외대 미디어커뮤니케이션학부 교수) 최경진,김효신(KBS 기자)                                     | 1.2%                       |        |
| 30      | 11월 28일 | 노동자 죽음엔 인색…기업엔 호의적인 언론 미정                                                                  | 이현준 기자 유현재(서강대 신문방송학과 교수) 이상윤(노동건강연대 대표)                                   | 1.7%                       |        |
| 31      | 12월 5일  | 경제뉴스의 과장과 왜곡..."통계는 입맛 따라, 논조는 색깔 따라" [Q플러스] 포털에는 없는 진국 기사 ‘인터랙티브’  | 이상민 조수진 김나나                                                                                     | 2.3%                       |        |
| 32      | 12월 12일 | 진중권 가라사대…따옴표만 남은 대선 보도 [Q플러스] ‘정보 홍수의 시대’…팩트체크에 나선 시민들                   | 팩트체크 미디어 <뉴스톱>의 김준일 대표 한국외대 미디어커뮤니케이션학부 채영길 교수 오현태 기자           | 2%                         |        |
| 33      | 12월 19일 | 사과 없이 떠난 전두환…언론은?                                                                                 | | 2.6%                       |        |
| 34      | 12월 26일 | 유튜브 저널리즘, 공유지의 비극인가 대안 언론인가? 언론의 또다른 역할 “방언 살리기”                            | 유현재 서강대학교 신문방송학과 교수 김경달 네오캡 대표 홍석우 KBS 기자                                   | 1.2%                       |        |